# Annie Proulx
Edna Ann Proulx (Norwich, 1935. augusztus 22. –) amerikai regényíró, novellaíró és újságíró. Leggyakrabban Annie Proulx néven ír, de használta az E. Annie Proulx és E.A. Proulx neveket is.
Első regényéért, a Postcards-ért elnyerte a PEN/Faulkner-díjat, és ezzel ő lett az első nő, aki megkapta a díjat. Második regénye, a The Shipping News (1993) elnyerte a Pulitzer-díjat és az amerikai National Book Award for Fictiont, és 2001-ben azonos című film is készült belőle. A „Brokeback Mountain” című novelláját 2005-ben Oscar-, BAFTA- és Golden Globe-díjas mozifilmként adaptálták.

## Magánélete és tanulmányai
Proulx Edna Ann Proulx néven született a connecticuti Norwichban, Lois Nellie (született Gill) és Georges-Napoléon Proulx gyermekeként. A keresztneve édesanyja egyik nagynénjének tiszteletére született. Angol és francia-kanadai felmenőkkel rendelkezik. Anyai felmenői 1635-ben érkeztek Amerikába, 15 évvel a Mayflower érkezése után.
Proulx gyermekkorában a keleti partvidék több államában élt, miközben apja a textiliparban dolgozott. Első novelláját 10 éves korában írta, miközben bárányhimlőben szenvedett. 10 évesen érettségizett a Maine állambeli Portlandben lévő Deering High Schoolban. 1955-ben rövid ideig a Colby College-ba járt, ahol megismerkedett első férjével, H. Ridgely Bullock Jr.-ral, és 1955-ben ott is hagyta a sulit, hogy hozzámenjen. Később visszatért a főiskolára, 1966 és 1969 között a Vermont Egyetemen tanult, és 1969-ben történelem szakon cum laude és Phi Beta Kappa minősítéssel diplomázott. A québeci Montréalban, a Sir George Williams Egyetemen (ma Concordia Egyetem) 1973-ban szerzett történelemtudományi diplomát. A Concordia egyetemen doktorált, és 1975-ben letette a szóbeli vizsgákat, de a disszertációját még a diploma megszerzése előtt félbehagyta. 1999-ben a Concordia tiszteletbeli doktori címet adományozott neki.
Proulx több mint 30 évig élt Vermontban, háromszor házasodott és háromszor vált el, három fia és egy lánya van (Jonathan, Gillis, Morgan és Sylvia). 1994-ben a Wyoming állambeli Saratogában lévő Bird Cloud nevű farmra költözött, az év egy részét pedig Newfoundlandon, egy L’Anse aux Meadows melletti kis öbölben töltötte. 2019-től a Washington állambeli Port Townsendben élt.

## Írói karrier és elismerés
Újságíróként kezdte, első publikált szépirodalmi műve a „The Customs Lounge” című sci-fi történet volt, amely az If 1963. szeptemberi számában jelent meg „E.A. Proulx” néven.
Egy évvel később az „All the Pretty Little Horses” című sci-fi története 1964 júniusában jelent meg a Seventeen című tinimagazinban. Ezt követően az 1970-es évek végén történeteket publikált az Esquire magazinban és a Gray's Sporting Journalban, valamint főzési és kertészeti kézikönyveket. Proulx 1988-ban adta ki első novelláskötetét, a Heart Songs-t, 1992-ben pedig első regényét, a Postcards-t. Ő volt az első nő, aki megkapta a PEN/Faulkner-díjat, amelyet a Postcards-ért kapott. 1992-ben NEA ösztöndíjat és Guggenheim-ösztöndíjat kapott. Az 1993-as The Shipping News című regényéből 2001-ben filmet forgattak. A regény Új-Fundlandon játszódik, de valaki „távolról” írta (nem Új-Fundlandról), és Proulx írói munkásságának helytállóságát hangsúlyozza.
A következő megjegyzést tette híresség státuszával kapcsolatban:
Ez nem tesz jót az emberi természetről alkotott képnek, az biztos. Kezdjük látni, amikor fesztiválokról és főiskolákról jönnek a meghívások felolvasásra (egy órára, busás pénzért), hogy az intézmények fejvadászatot folytatnak trófeaírók után. A legtöbbjüket nem különösebben érdekli az írásod vagy az, hogy mit akarsz mondani. Úgy vagy ott, mint egy emberi tárgy, aki díjat nyert. Ez egy nagyon furcsa, húsosfazék-szerű érzést kelt benned.
1997-ben Proulx megkapta a Dos Passos-díjat, amely az amerikai írók pályafutása közepén járó elismerés. Proulx kétszer nyerte el az év legjobb novellájának járó O. Henry-díjat. 1998-ban a „Brokeback Mountain”-ért, amely 1997. október 13-án jelent meg a The New Yorkerben. Proulx a következő évben ismét nyert a „The Mud Below” című novellájáért, amely 1999. június 22-én és 29-én jelent meg a The New Yorkerben. Mindkettő megjelent 1999-es novelláskötetében, a Close Range: Wyoming Stories című kötetben. A gyűjtemény vezető novelláját, „The Half-Skinned Steer” (A félbőrű ökör) címűt Garrison Keillor író beválogatta az 1998-as The Best American Short Stories (A legjobb amerikai novellák) című kötetbe (Proulx maga szerkesztette e sorozat 1997-es kiadását), majd John Updike író beválogatta a The Best American Short Stories of the Century (1999) című kötetbe.
2007-ben Charles Wuorinen zeneszerző azzal az ötlettel kereste meg Proulx-ot, hogy a „Brokeback Mountain” című novelláját operává alakítsa. Az azonos című operát, amelynek librettóját maga Proulx írta, 2014. január 28-án mutatták be a madridi Teatro Realban. Az operát sokszor zseniális adaptációként méltatták, amely a librettó szövegét világosan közvetíti, fantáziadús és változatos zenével. Proulx kiadta első nem-fikciós könyvét, Bird Cloud: A Memoir, amely nagyrészt az egykori, azonos nevű wyomingi farmján alapul. 2017-ben megkapta a Fitzgerald-díjat az amerikai irodalomban elért eredményekért.

## Bibliográfia

### Nonfiction
- Great grapes : grow the best ever. Pownal, Vermont: Storey Communications (1980). ISBN 9780882662282
- Sweet & hard cider : making it, using it, & enjoying it. Charlotte, Vermont: Garden Way Publishing (1980)
- Making the Best Apple Cider. Storey Communications (1983). ISBN 9780882662220
- Plan and Make Your Own Fences & Gates, Walkways, Walls & Drives (1983), ISBN 0-87857-452-2
- The Fine Art of Salad Gardening. 1985. ISBN 0-87857-528-6
- The Gourmet Gardener: Growing Choice Fruits and Vegetables with Spectacular Results (1987), ISBN 0-449-90227-7
- Cider: Making, Using & Enjoying Sweet and Hard Cider. Storey Communications (2003). ISBN 9781580175203
- Bird Cloud: A Memoir (2011), ISBN 978-0-7432-8880-4
- Foreword (2018) In: Wild Migrations: Atlas of Wyoming's Ungulates. Alethea Y. Steingisser, Emilene Ostlind, Hall Sawyer, James E. Meacham, Matthew J. Kauffman, and William J. Rudd (Eds.).ISBN 978-0870719431
- Fen, Bog & Swamp: A Short History of Peatland Destruction and Its Role in the Climate Crisis (2022)[41]

#### Esszé
- Swamps Can Protect Against Climate Change, If We Only Let Them. In: The New Yorker, June 27, 2022 (July 4, 2022).

### Regények
- Postcards(wd) (1992), ISBN 0-684-83368-9
- The Shipping News(wd) (1993), ISBN 0-684-85791-X
- Accordion Crimes(wd) (1996), ISBN 0-684-19548-8
- That Old Ace in the Hole(wd) (2002), ISBN 0-684-81307-6
- Barkskins(wd) (2016), ISBN 978-0-7432-8878-1

### Novellák

#### Gyűjtemények
- Heart Songs and Other Stories (1988), ISBN 0-684-18717-5; republished with altered but similar content as trade paperback Heart Songs (1994) ISBN 1-86373-777-4[42]
- Close Range: Wyoming Stories (1999), ISBN 0-684-85222-5
- Bad Dirt: Wyoming Stories 2 (2004), ISBN 0-7432-5799-5
- Fine Just the Way It Is: Wyoming Stories 3 (2008), ISBN 978-1-4165-7166-7

#### Elbeszélések
- Rough deeds, 2013, The New Yorker. Vol. 89, no. 17. pp. 56–61.
- A resolute man, 2016, The New Yorker. Vol. 92, no. 6. pp. 76–85.

### Magyarul megjelent
- Kikötői hírek (The Shipping News) – Európa, Budapest, 1996, ISBN 9630761173, fordította Vághy László
- Közel s távol (Close Range) – Palatinus, Budapest, 2006 · ISBN 9639578932 · Fordította: Dezsényi Katalin, Gárdos Bálint, Géher István, Kada Júlia, Merényi Ágnes, Polyák Béla, Szabados Tamás, Totth Benedek
- Szélvidék (That Old Ace in the Hole) – Palatinus, Budapest, 2008 · ISBN 9789639651869 · Fordította: Szabados Tamás

## Díjak és elismerések
- 1993—PEN/Faulkner Award for Fiction (Postcards)[19]
- 1993—Chicago Tribune Heartland Prize for Fiction, for The Shipping News[17]
- 1993—Irish Times International Fiction Prize, for The Shipping News[17]
- 1993—National Book Award, Fiction The Shipping News[12]
- 1994—Pulitzer Prize, Fiction The Shipping News[11]
- 1997—Shortlisted for the 1997 Orange Prize (Accordion Crimes)[43]
- 1997—John Dos Passos Prize(wd) for Literature (for body of work)[32]
- 1998—"Half-Skinned Steer", The Best American Short Stories 1998
- 1998—"Brokeback Mountain", O. Henry Awards O. Henry Awards: Prize Stories 1998
- 1998—"Brokeback Mountain", National Magazine Award(wd)[44]
- 1999—"The Mud Below," O. Henry Awards: Prize Stories 1999
- 1999—"The Bunchgrass Edge of the World," The Best American Short Stories 1999
- 1999—"Half-Skinned Steer", The Best American Short Stories of the Century, edited by John Updike[27]
- 2000—The New Yorker Book Award, Best Fiction 1999 (Close Range: Wyoming Stories)[45]
- 2000—English-Speaking Union's Ambassador Book Award(wd) (Close Range: Wyoming Stories)[46]
- 2000—"People in Hell Just Want a Drink of Water," The Best American Short Stories 2000
- 2000—Borders Original Voices Award in Fiction (Close Range, Wyoming Stories)[46]
- 2000—WILLA Literary Award(wd), Women Writing the West[47]
- 2002—Best Foreign Language Novels of 2002 / Best American Novel Award, Chinese Publishing Association and Peoples' Literature Publishing House (That Old Ace in the Hole)
- 2004—Aga Khan Prize for Fiction for "The Wamsutter Wolf"[48]
- 2012—United States Artists(wd) Fellow award[49]
- 2017—National Book Foundation Medal for Distinguished Contribution to American Letters (lifetime achievement)[50]
- 2018—Library of Congress Prize for American Fiction(wd)[51]

## Adaptációk
- Kikötői hírek (The Shipping News, 2001) Lasse Hallström rendezésében készült, a főszereplő Quoyle-t Kevin Spacey, Agnis Hammet Judi Dench, és Wavey Prowse-t Julianne Moore as alakította.
- Brokeback Mountain (2005), Ang Lee rendezésében, Heath Ledger és Jake Gyllenhaal főszereplésével készült, és Proulx azonos című novelláskötetének, a Close Range(wd) címűnek a történetén alapult.
- Barkskins, a National Geographic tévésorozata, a Barkskins(wd), amely Proulx 2016-os regénye alapján készült, 2020. május 25-én mutatták be.

## Fordítás
- Ez a szócikk részben vagy egészben  az   Annie Proulx című angol Wikipédia-szócikk fordításán alapul.  Az eredeti cikk szerkesztőit annak laptörténete sorolja fel. Ez a jelzés csupán a megfogalmazás eredetét és a szerzői jogokat jelzi, nem szolgál a cikkben szereplő információk forrásmegjelöléseként.